# Балиста (оръжие)
Вижте пояснителната страница за други значения на Балиста.
Балистата е стенобитно оръжие използвано за поразяване на крепостни стени и порти, както и за стрелба по армии. Балисти е имало и на кулите и бойните кораби през средновековието.
Според някои изследователи балиста е използвана още от римляните през II век пр. Хр.